# Ralf Becker (Philosoph)
Ralf Becker (* 2. Juni 1975 in Lahnstein) ist seit 2016 Professor für Philosophie an der Universität Koblenz-Landau, seit 2023 Rheinland-Pfälzische Technische Universität Kaiserslautern-Landau.

## Leben
Nach dem Abitur am Gymnasium Lahnstein (heute Marion-Dönhoff-Gymnasium) studierte Becker von 1994 bis 1998 Philosophie, Psychologie und Germanistik an der Universität Trier, wo er 2002 auch promoviert wurde. 1997 wurde er in die Studienstiftung des deutschen Volkes aufgenommen. Er habilitierte sich 2010 an der Christian-Albrechts-Universität zu Kiel. 
Nach Vertretungsprofessuren in Kiel und Jena hatte er von 2012 bis 2015 die Gastprofessur am Humboldt-Studienzentrum für Philosophie und Geisteswissenschaften der Universität Ulm inne, wo er 2015 zum Akademischen Rat a. Z. ernannt wurde. 2016 wurde er an die Universität Koblenz-Landau (Campus Landau) als Professor für Philosophie berufen. Lehraufträge hatte er außerdem an den Universitäten Chemnitz und Witten/Herdecke sowie an der Muthesius Kunsthochschule in Kiel, wo er im Wintersemester 2010/11 die Professur für Kultur- und Medienwissenschaften vertreten hat.
Beckers Forschungsschwerpunkte bilden Philosophische Anthropologie, Kulturphilosophie, Wissenschaftsphilosophie (mit einem Schwerpunkt auf den Lebenswissenschaften), phänomenologische Erkenntnistheorie, Hermeneutik sowie Begriffsgeschichte.

## Auszeichnungen
- 2003: Förderpreis des Freundeskreises der Universität Trier (für die Dissertation)
- 2009: Ernst-Bloch-Förderpreis der Stadt Ludwigshafen

## Werke

### Monographien
- Sinn und Zeitlichkeit. Vergleichende Studien zum Problem der Konstitution von Sinn durch die Zeit bei Husserl, Heidegger und Bloch. Königshausen & Neumann, Würzburg 2003 (Trierer Studien zur Kulturphilosophie. Bd. 8).
- Der menschliche Standpunkt. Perspektiven und Formationen des Anthropomorphismus. Klostermann, Frankfurt a. M. 2011 (Philosophische Abhandlungen. Bd. 103).
- Qualitätsunterschiede. Kulturphänomenologie als kritische Theorie. Meiner, Hamburg 2021.

### Herausgaben
- mit Ernst Wolfgang Orth: Medien und Kultur. Mediale Weltauffassung, Würzburg: Königshausen & Neumann 2005. (Trierer Studien zur Kulturphilosophie, Bd. 13).
- mit Christian Bermes und Heinz Leonardy: Die Bildung der Gesellschaft. Schelers Sozialphilosophie im Kontext. Würzburg: Königshausen & Neumann 2007.
- mit Joachim Fischer und Matthias Schloßberger: Philosophische Anthropologie im Aufbruch. Max Scheler und Helmuth Plessner im Vergleich. Berlin: Akademie Verlag 2010 (Internationales Jahrbuch für Philosophische Anthropologie. Bd. 2).
- mit Ernst Wolfgang Orth: Religion und Metaphysik als Dimensionen der Kultur. Würzburg: Königshausen & Neumann 2011. (Trierer Studien zur Kulturphilosophie. Bd. 18).
- mit Christian Bermes und Dirk Westerkamp: Zeitschrift für Kulturphilosophie 2020/1 ff. (Hamburg: Meiner).

### Editionen
- Synoptische Konkordanz zu Franz Kafkas Nachgelassenen Schriften und Fragmenten. Bearb. von Ralf Becker u. a. Tübingen: Niemeyer 2003. (Indices zur deutschen Literatur. Bde. 36–38).
- Ernst Cassirer: Aufsätze und kleine Schriften 1932–1935. Text u. Anmerkungen bearb. von Ralf Becker (Gesammelte Werke. Hamburger Ausgabe. Hrsg. von Birgit Recki, Bd. 18). Hamburg: Meiner 2004.
- Ernst Bloch: Der unbemerkte Augenblick. Feuilletons für die »Frankfurter Zeitung« 1916–1934. Hrsg. von Ralf Becker. Frankfurt a. M.: Suhrkamp 2007.